# Ȑ
Ȑ (gemenform: ȑ) är den latinska bokstaven R med en dubbel grav accent. Ȑ används när serbiska, kroatiska och slovenska skrivs fonetiskt för att indikera ett R med en kort fallande ton.